# Горшем (округ Монтгомері, Пенсільванія)
Горшем (англ. Horsham Township) — селище (англ. township) в США, в окрузі Монтгомері штату Пенсільванія. Населення — 26 564 особи (2020).

## Демографія
Згідно з переписом 2010 року, у селищі мешкало 26 147 осіб у 9569 домогосподарствах у складі 6834 родин. Було 10053 помешкання
Расовий склад населення:
| - 86,0 % — білих - 7,2 % — азіатів - 4,3 % — чорних або афроамериканців - 0,1 % — корінних американців |

До двох чи більше рас належало 1,3 %. Частка іспаномовних становила 2,9 % від усіх жителів.
За віковим діапазоном населення розподілялося таким чином: 24,0 % — особи молодші 18 років, 63,7 % — особи у віці 18—64 років, 12,3 % — особи у віці 65 років та старші. Медіана віку мешканця становила 40,5 року. На 100 осіб жіночої статі у селищі припадало 94,6 чоловіків;  на 100 жінок у віці від 18 років та старших — 92,9 чоловіків також старших 18 років.
Середній дохід на одне домашнє господарство  становив 110 135 доларів США (медіана — 87 232), а середній дохід на одну сім'ю — 128 759 доларів (медіана — 106 973). Медіана доходів становила 65 323 долари для чоловіків та 50 128 доларів для жінок. За межею бідності перебувало 2,8 % осіб, у тому числі 0,7 % дітей у віці до 18 років та 2,2 % осіб у віці 65 років та старших.
Цивільне працевлаштоване населення становило 14 761 особа. Основні галузі зайнятості: освіта, охорона здоров'я та соціальна допомога — 23,4 %, науковці, спеціалісти, менеджери — 13,2 %, виробництво — 12,9 %.